# Nardole
Nardole è un personaggio immaginario della serie televisiva britannica Doctor Who, interpretato da Matt Lucas. Fa la sua prima apparizione nello speciale I mariti di River Song. Nardole era 'companion' di River Song prima della sua morte; si è poi unito al Dottore (interpretato da Peter Capaldi). È il primo 'companion' non terrestre della nuova serie (2005 - presente).

## Apparizioni

### Televisione
Nardole è introdotto nello speciale I mariti di River Song. Era stato assunto da River Song sul pianeta Mendorax Dellora il giorno di Natale del 5343. Ha riunito il Dottore con River Song confondendolo per un chirurgo che River aveva richiesto per estrarre dalla testa di re Hydroflax un diamante. Durante l'episodio Nardole viene decapitato, ma sopravvive poiché viene caricato nel corpo cyborg di re Hydroflax. Nello speciale del 2016 Il ritorno del dottor Mysterio, Nardole appare come 'companion' del Dottore; infatti in qualche modo aveva riattaccato la testa di Nardole al suo corpo. Nell'episodio Il pilota della decima stagione, Nardole accompagna Bill Potts nello studio universitario del Dottore, facendo un suono metallico alzando il braccio: ciò suggerisce che in realtà il corpo sia cibernetico. Si scoprirà in Extremis che è stata River a chiedere a Nardole di stare accanto al Dottore convincendolo a salvare Missy dalla sua esecuzione, ciò spingerà Nardole e il Dottore a lavorare sotto copertura sulla Terra per custodire il caveau dove Missy viene tenuta prigioniera per aiutarla nel suo processo di redenzione. Si rivolge al Dottore con rispetto chiamandolo "signore". Accompagnerà Bill e il Dottore in quasi tutte le avventure (tranne quella della Londra del 1814 e nella colonia spaziale a Gliese 581 d) per poi venire costretto dal Dottore stesso a rimanere su un'astronave coloniale di Mondas per proteggere gli abitanti dall'arrivo dei Cybermen, dando il suo addio ad entrambi i suoi compagni.
Nello speciale natalizio del 2017 C'era due volte, un avatar della Testimonianza, un'entità futuristica che archivia tutti i ricordi delle persone poco prima della loro morte, prende le sembianze di Nardole il quale abbraccia il Dottore, che lo ringrazia per tutto ciò che ha rappresentato, per poi rigenerarsi.

### Altri media
Nell'aprile 2017 in Inghilterra sono usciti tre libri, con protagonisti i nuovi compagni del Dottore, Bill Potts e Nardole. Sono intitolati The Shining Man, Diamonds Dogs e Plague City.

## Casting
Nel novembre 2015 è stato annunciato che l'attore Matt Lucas avrebbe fatto una comparsa in I mariti di River Song come ospite. Il 14 giugno 2016 è stato confermato che Nardole sarebbe rimasto anche per lo speciale del 2016 Il ritorno del dottor Mysterio e per la decima stagione della serie. Steven Moffat ha detto che Matt Lucas voleva reinterpretare Nardole di nuovo, e quindi ha sfruttato l'occasione per farlo diventare un personaggio ricorrente. Nardole è il primo 'companion' non terrestre (nonostante ci assomigli) nella nuova serie. 